# Rijksarchief te Luik

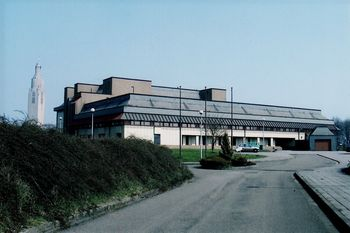
Rijksarchief te Luik, rue du Chéra.

Het Rijksarchief te Luik is een van de twintig vestigingen van het Belgische Rijksarchief. 
Het Rijksarchief te Luik is het grootste archiefdepot van Wallonië en het op twee na grootste van het land: het bewaart momenteel meer dan 26 lopende kilometer documenten.

## Geschiedenis
Het Rijksarchief te Luik ontstond aan het einde van de achttiende eeuw in het voormalige paleis van de prinsbisschoppen van Luik. Daar bleef de instelling tot 1931. Dat jaar nam het Rijksarchief zijn intrek in het voormalige stationsgebouw van Jonfosse.
Op 24 december 1944 werd de Luikse spoorweginfrastructuur gebombardeerd door het Duitse leger. Ook het Rijksarchief werd daarbij getroffen, waarbij belangrijke archiefstukken beschadigd werden of verloren gingen.
In 1988-1989 verhuisde het Rijksarchief naar zijn huidige locatie, een nieuwbouw in de Rue du Chéra.

## Bewaarde archieven
Het Rijksarchief Luik bewaart archief van instellingen, verenigingen, families of natuurlijke personen die hun zetel of verblijfplaats hebben of hadden op het grondgebied van de provincie Luik. Het oudste document dat in het Rijksarchief te Luik is terug te vinden, dateert van 862.
- Archief van overheidsinstellingen uit het ancien régime (vóór de aanhechting bij Frankrijk in 1795).
- Archief van overheidsinstellingen uit de hedendaagse periode (vanaf 1795).
- Archief van kerkelijke instellingen.
- Notariaatsarchief.
- Privaatrechtelijk archief: bedrijfsarchief (Cockerill, enz), archief van families, staatslieden, geleerden, kunstenaars, verenigingen.
- Genealogische bronnen.
- Collecties kaarten, plannen, plakkaten (affiches), kranten, zegels.